# Antonio Alonso Ríos
Antonio Alonso Ríos, también conocido como Antón Hipólito Alonso Ríos (Cortegada, Silleda, 15 de agosto de 1887-1980) fue un maestro, escritor y político español de tendencia agrarista y galleguista que presidió el Consejo de Galicia tras la muerte de Castelao. Durante los tres años que duró la Guerra Civil se hizo pasar por mendigo, con el nombre de "Siñor Afranio", trabajando en la recogida de las cosechas y siendo criado. Consiguió sobrevivir al tiempo que fue viendo como sus amigos y compañeros fueron capturados, torturados y asesinados.

## Biografía
Su padre, Manuel Alonso, era calderero, por lo que recorría las aldeas de Galicia de feria en feria ofreciendo sus servicios. Hasta que un día llegó a la fiesta de Silleda y conoció a Matilde Ríos, de quien se enamoró y posteriormente casó. Con el tiempo pondrían en el mundo a doce hijos: siete hombres y cinco mujeres. Manuel Alonso tuvo que dejar su antiguo oficio para poner una tienda de ultramarinos, y poco más tarde abrió otras dos tiendas de ultramarinos en Silleda, donde el joven Antonio Alonso Ríos trabajó como ayudante en el despacho de los negocios. Gracias a la ayuda de Vicente Fraiz Andión, director de la Escuela Normal de Santiago de Compostela, Antonio cursó en Santiago la carrera de Magisterio. En 1906 terminó los estudios y fue nombrado profesor auxiliar de la Escuela Normal. Por razones de salud volvió a Silleda
En mayo de 1908 imitó a algunos hermanos y emigró a Argentina, embarcándose como  en el barco Aragón. En Buenos Aires convalidó su título de maestro, y entró a trabajar como suplente en una escuela de la capital argentina. De ahí pasó a ejercer el magisterio en otras escuelas de la provincia de Mendoza.
Posteriormente, volvió a Buenos Aires donde ejerció como director de escuela y de 1913 a 1920 de profesor de Historia en el Instituto Politécnico.
Su preocupación política y social había ido creciendo, de forma que en 1909 colaboró en la fundación de Sociedad Hijos de Silleda, entidad que tenía como fin primordial la creación de escuelas. Alonso Ríos hizo visible ya su preocupación por la calidad de la enseñanza en las escuelas creadas por los emigrantes, y defendió la idea de que estos centros funcionaran en un régimen de federación bajo programas comunes con profesorado escogido.
Alonso Ríos se casó pronto con Oliva Rodríguez, con quien tuvo cuatro hijos: Oliva, Chamor, Ombú y Celta. Desde 1919 a 1931 Alonso Ríos llevó la gerencia de la Sociedad Científica Argentina, mientras que en los ratos libres cursó estudios en la facultad de Filosofía de la Universidad de Buenos Aires.
El 24 de septiembre de 1921 se convocó en Buenos Aires el congreso fundacional de la Federación de Sociedades Gallegas Agrarias y Culturales. Ese día se juntaron doce sociedades gallegas en la calle Bolívar 655 de la Capital Federal. La Sociedad de Silleda, dirigida por Alonso Ríos, y la de Ponteareas, dirigida por el socialista Ánxel Martínez Castro, tomaron las riendas de la Federación. Al terminar el congreso Martínez Castro fue elegido Secretario General y Alonso Ríos director del periódico Despertar Gallego, que comenzaría a editarse a partir del 1 de enero de 1922. En el interior de la Federación convivían dos corrientes mayoritarias. Por una parte, el sector vinculado al PSOE (Martínez Castro) y por la otra, los galleguistas, donde estaban Alonso Ríos, Ramón Suárez Picallo, Manuel Meilán Martínez y Eduardo Blanco Amor, entre otros.
La Federación fue virando hacia posiciones galleguistas y con la proclamación de la República en España en 1931, la Federación participó en la fundación de la ORGA. Asimismo decidió enviar a Suárez Picallo y Alonso Ríos para que los representara en Galicia.
En junio de 1931 Alonso Ríos fue elegido unánimemente presidente de la Asamblea Republicana de La Coruña, convocada por la Federación Republicana Gallega, para el estudio del anteproyecto del Estatuto de autonomía de Galicia. Alonso Ríos también aprovechó para hacer escala en Barcelona para entrevistarse con Macià, y de vuelta a Galicia, hizo escala en Madrid, donde tuvo un fuerte encontronazo con Santiago Casares Quiroga, a quien le hace llegar las opiniones de la emigración, haciendo hincapié en los "derechos nacionales" de Galicia. Al no salir elegido diputado en 1931 (posiblemente a causa del incidente con Casares Quiroga) trabajó como director de la escuela fundada por los emigrantes de Tomiño "Aurora del Porvenir".
También participó en la organización del movimiento agrarista en Pontevedra. Así, en 1936 fue elegido miembro del Consejo Directivo Provisional de la Federación Provincial Agraria de Pontevedra, por la que se presentó candidato, integrado en la candidatura del Frente Popular. Salió elegido diputado y se unió al grupo de diputados galleguistas, sometiéndose a la disciplina del Partido Galeguista. Desarrolló una labor intensa en favor de la aprobación Estatuto de autonomía Galicia.
La noticia de la sublevación del 18 de julio llegó a Galicia por la mañana, y por la noche Alonso Ríos participó en la formación de un comité de defensa de la República en Tomiño. Agrupa a guardias de Asalto y los concentra en Tuy, con el propósito de luchar contra los sublevados. Organizó la resistencia protagonizando escaramuzas en Tuy, teniendo finalmente que huir de la localidad.
Tras vagar varios días por distintos municipios, encontró acogida, junto a Guillermo Vicente (alcalde de Tuy), en una casa en Torroña, un lugar del municipio de Oya, donde permaneció escondido desde el 31 de julio hasta el 11 de agosto. Por el peligro de ser encontrados decidieron marcharse varios días para volver otra vez el 14 de agosto, permaneciendo hasta el 19 de agosto. Allí se enteran de que andan en su busca y que incluso Pablo Bugarín (cacique judicial de Tuy) había prometido una recompensa de 50.000 pesetas a quien entregara (vivo o muerto) o hiciera conocer el lugar donde se encontraba Alonso Ríos. Tras saber que les estaban pisando los talones deciden volver a marchar. En ese punto, Guillermo Vicente se separó de Alonso Ríos. No volverían a verse. Alonso Ríos, con la intención de ir a Asturias, aún en manos de la República, camina por el monte hasta que encuentra un escondite, quedándose en él desde el 20 de agosto hasta el 3 de septiembre. En este tiempo decide hacerse pasar por mendigo. Pasa por lugares como Gondomar, las Gándaras de Budiño, Salceda de Caselas, Las Nieves, La Cañiza, Melón... comiendo y durmiendo en posadas y pidiendo limosna en algunas casas. Pero comenzó a serle difícil caminar sin documentación de pobre, ya que en algunas posadas no le dejaban entrar y ya le habían sometido a algún interrogatorio.

### El "siñor Afranio"
Para poder responder a las preguntas y no ser descubierto comenzó a inventar una nueva identidad. Se hizo pasar por portugués, autobautizándose como Afranio de Amaral, nombre de un naturalista brasileño. Una vez elegido el nombre inventó todo lo demás: había nacido cerca de Lisboa, y a los cinco años, junto con su padre, también llamado Afranio, fue recorriendo Portugal pidiendo limosna. Después pasaron a Galicia y después de trabajar en diversos lugares, su padre murió cuándo él tenía siete años. Se dedicó a trabajar junto con un aprendiz en La Guardia hasta que en una casa de Quiroga en la que había hecho un arreglo le cogieron de criado. Allí permaneció hasta que le cogió la gripe de 1918, tras lo que decidió echarse al camino a pedir limosna. Su poco oficio de pobre y su gentileza provocó que la gente le llamara "Siñor Afranio".
Desde el 18 al 29 de septiembre estuvo en Boborás. Después de partir, tras pasar por varios sitios, fue acogido en una casa en Rois. Allí le mostraron interés por tener un patrón para guardar el ganado y realizar diversas cosas más. "Afranio", tras insistir en que le habían dado el puesto, fue aceptado trabajando dos días de prueba (1 y 2 de octubre). Allí pasó nueve meses como criado de la casa. A continuación pasó a trabajar en una casa en otra parroquia de Boborás, donde pasó un año. Tras dos intentos frustrados, logró pasar a Portugal, donde trató con un pastor para que le hiciese las gestiones para su traslado a Oporto. Como la policía estaba otra vez sobre sus pasos, un hombre que ya había ayudado a pasar la frontera a otros refugiados se comprometió a ayudarlo, ya que el pastor le hubiese hecho caer en las manos de los agentes de Oliveira Salazar. Se escondió en una cueva de la Serra da Peneda, ya en Portugal, donde pasó un mes. Después de esto llegó definitivamente a Oporto donde pasó varios meses, y después fue a Lisboa. Embarcó para Casablanca y de allí para Buenos Aires en el Lipari. En Buenos Aires fue recibido como un símbolo del triunfo de la resistencia.

### Exilio
Una vez en América Alonso Ríos participó del galleguismo del exilio. En 1944 los únicos diputados galleguistas refugiados en América (es decir, Alonso Ríos, Castelao, Elpidio Villaverde y Ramón Suárez Picallo) fundaron en Montevideo el Consejo de Galicia, cuya presidencia ocupa Castelao y del que Alonso Ríos fue secretario y, tras la muerte de Castelao en 1950, presidente.
Durante los últimos años de su vida, Alonso Ríos continuó participando activamente en todas las actividades galleguistas de la colectividad gallega en Argentina, hasta su muerte en 1980.

## Obra
- Noite i Amañecer de Galiza (1942).
- Co pensamento na patria galega (Buenos Aires, 1942).
- Da Saudade, Amor, Arte e Misticismo (1956).
- A cultura Galega na súa dimensión americán (Buenos Aires, 1961).
- Nidia.
- Tratado da Velocidade.
- O siñor Afranio. Ou como me rispei das gadoupas da morte (1979).